# Adobe InCopy
InCopy ist ein Texteditor-Programm von Adobe Inc., das ganz auf die Zusammenarbeit mit Adobe InDesign ausgelegt ist. Ein Großteil des Programmcodes ist identisch mit dem von InDesign, so dass ein Redakteur oder Texter absolut zeilenverbindlich Texte schreiben kann. Dabei kann der Redakteur Inhalte einzelner Textrahmen verändern, während gleichzeitig ein Layouter in InDesign die Seitengestaltung bearbeitet.
Adobe InCopy ist das direkte Konkurrenzprodukt zu QuarkCopyDesk der Firma Quark, das seit 1991 auf dem Markt ist.

## Funktionsweise
InCopy funktioniert ähnlich wie andere Texteditor-Programme. Es stehen erweiterte Funktionen zur Verfügung wie zum Beispiel eine Änderungsverfolgung oder Notizfunktionen. Mit InCopy kann man InDesign-Dateien öffnen, so dass man genau den Zustand des Layouts sehen kann, während man Texte bearbeitet. Allerdings kann man die Seitengestaltung, zum Beispiel die Größe eines Textrahmens, nicht verändern. So wird eine strikte Aufgabenverteilung zwischen Textbearbeitung und Seitengestaltung in Arbeitsgruppen in Verlagen und Agenturen erreicht.
InCopy kann in kleinen Arbeitsgruppen direkt mit InDesign genutzt werden. Für größere Arbeitsgruppen oder bei besonderen Anforderungen werden InDesign und InCopy häufig in Verbindung mit einem Redaktionssystem eingesetzt, das eine Steuerung des redaktionellen Workflows ermöglicht.

## Versionsgeschichte
- InCopy 1.0: Oktober 1999
- InCopy 2.0: 2002, erste Version mit Mac-OS-X-Unterstützung
- InCopy CS (3.0): Ende 2003
- InCopy CS2 (4.0): Mai 2005
- InCopy CS3 (5.0): Juni 2007
- InCopy CS4 (6.0): November 2008
- InCopy CS5 (7.0): Mai 2010
- InCopy CS6 (8.0): April 2012
- InCopy CC (9.0): Juni 2013
- InCopy CC2014 (10.0): Juni 2014
- InCopy CC2015 (11.0)
- InCopy CC2017 (12.0)
- InCopy CC2018 (13.0): Oktober 2017
- InCopy CC2019 (14.0)